# Frans Julius Johan van Scheltinga
Frans Julius Johan van Scheltinga (Kollum, 28 november 1749 - Leeuwarden, 7 april 1831) was een Nederlands bestuurder.

## Biografie
Frans Julius Johan was een zoon van Cornelis van Scheltinga, Volmacht ten Landsdage namens Schoterland, en Cecilia Johanna van Eysinga, dochter van Frans Julius Johan Heringa van Eysinga, grietman van Rauwerderhem. Zijn vader Cornelis was de stamvader van de Kollumer tak van het geslacht Van Scheltinga. Frans Julius Johan werd geboren op de Scheltinga State tussen Kollum en Oudwoude. Zijn zuster Cecilia Johanna trouwde met Willem Livius van Bouricius. Deze stichtte het buitenverblijf Nijenburgh op de plaats van de Schetinga State. Frans Julius Johan werd gedoopt in Augsbuurt waar zijn vader later de Clantstate zou kopen.
In 1766 begon hij aan de studie rechten in Groningen. Hier promoveerde hij in 1771. In datzelfde jaar kwam hij voor als advocaat. In 1773 werd hij gecommitteerde van de Admiraliteit van Friesland. En in 1775 kwam hij voor als Volmacht ten Landsdage voor Kollumerland. In 1776 werd hij raadsheer aan het Hof van Friesland. Deze positie stond zijn broer Martinus van Scheltinga aan hem af.
Tussen 1780 en 1785 was Van Scheltinga actief als rentmeester van het Old Burgerweeshuis te Leeuwarden.
In 1814 was hij lid van de Vergadering van Notabelen voor de stemming over de eerste Nederlandse Grondwet. Na het herstel van het grietmanschap in 1816 werd Van Scheltinga de eerste grietman van Kollumerland en Nieuwkruisland. Hierbij was hij ook dijkgraaf. Hij werd opgevolgd door Willem Hendrik van Heemstra, zoon van zijn zuster Wiskje. Later was hij lid van de Tweede Kamer en van de Provinciale Staten van Friesland. In Leeuwarden woonde Van Scheltinga in het pand Tweebaksmarkt 47. Van Scheltinga overleed ongehuwd in 1831 te Leeuwarden. Hij werd begraven in Stiens. Van de bewaard gebleven memories van successie van de periode 1818-1856 had de nalatenschap van zijn zuster Cecilia Johanna de hoogste waarde van Friesland. De erfenis van Frans Julius Johan neemt op deze lijst de zeventiende plaats in.

## Bibliografie

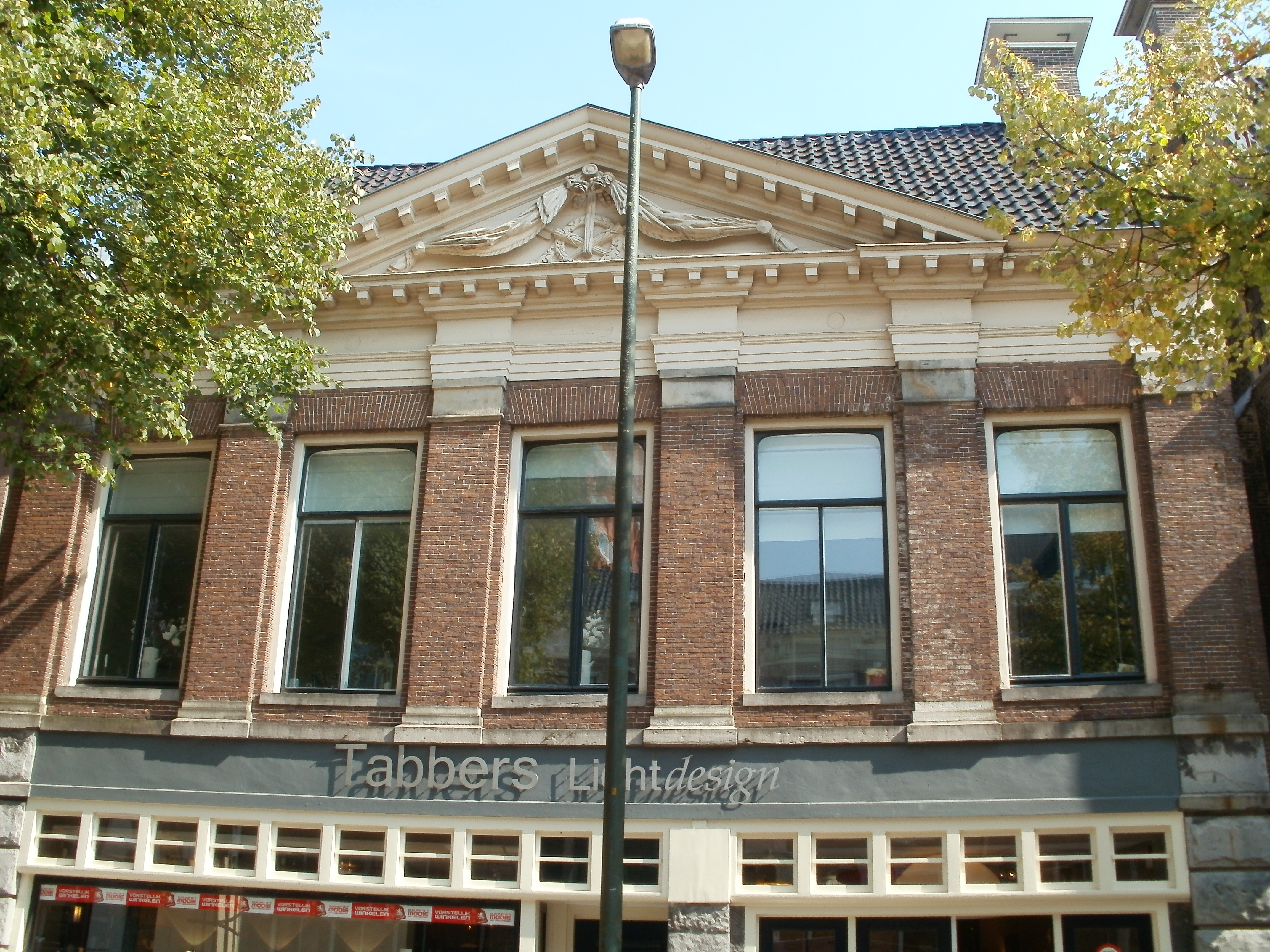
Het monumentale pand Tweebaksmarkt 47 dat Van Scheltinga in Leeuwarden bewoonde.